# Paul Hill
Paul Hill (Aschaffenburg, 2 marzo 1995) è un rugbista a 15 internazionale per l'Inghilterra che gioca come pilone nel Northampton.

## Biografia
Hill iniziò la sua carriera professionistica nello Yorkshire Carnegie esordendo nella partita contro Bedford valida per la stagione 2014-15 di Championship.
Nell'aprile 2015 firmò un contratto con Northampton, con cui disputò la Premiership 2015-16 esordendo nel massimo campionato inglese contro Worcester.
Hill con la nazionale inglese under 20 disputò due mondiali di categoria, vincendo l'edizione del 2014 e arrivando in finale in quella del 2015.
Selezionato dal tecnico Eddie Jones per disputare il Sei Nazioni 2016 con la squadra inglese; fece il suo esordio con la nazionale e nel torneo subentrando dalla panchina nella vittoria sull'Italia. Nel maggio 2016 giocò contro il Galles in un incontro preparatorio per il tour australiano, per cui fu convocato, disputando il primo incontro contro l'Australia.